# Samuel Kini
Samuel Kini (ur. 10 października 1987) – papuaski piłkarz grający na pozycji pomocnika. Jest wychowankiem klubu Hekari United.

## Kariera klubowa
Karierę piłkarską Kini rozpoczął klubie Hekari United. W 2007 roku zadebiutował w jego barwach w pierwszej lidze papuaskiej. W latach 2008, 2009, 2010 i 2011 wywalczył z Hekari cztery tytuły mistrza Papui-Nowej Gwinei. W 2010 roku wywalczył również klubowe mistrzostwo Oceanii.

## Kariera reprezentacyjna
W reprezentacji Papui-Nowej Gwinei Kini zadebiutował w 2011 roku. W 2012 roku wystąpił z kadrą narodową w Pucharze Narodów Oceanii 2012.